# A tràng dạng kén
A tràng dạng kén (danh pháp khoa học: Dichapetalum gelonioides), là thực vật nửa thường xanh, dạng bụi lớn cao tới 5m. Cây thuộc họ Dichapetalaceae, được mô tả bởi (Roxb.) Engl và mô tả lần đầu năm 1896. Khu vực phân bố chủ yếu của A tràng dạng kén là Đông Nam Á và một số nước Nam Á, chúng được sử dụng làm thuốc diệt chuột và trừ sâu bọ.